# Завадка (Сілезьке воєводство)
Завадка (пол. Zawadka) — село в Польщі, у гміні Іжондзе Заверцянського повіту Сілезького воєводства.
Населення — 137 осіб (2011).
У 1975-1998 роках село належало до Ченстоховського воєводства.

## Демографія
Демографічна структура станом на 31 березня 2011 року:
|          | Загалом | Допрацездатний вік | Працездатний вік | Постпрацездатний вік |
| -------- | ------- | ------------------ | ---------------- | -------------------- |
| Чоловіки | 66      | 18                 | 38               | 10                   |
| Жінки    | 71      | 15                 | 34               | 22                   |
| Разом    | 137     | 33                 | 72               | 32                   |